# أيدان فيريس
أيدان فيريس (بالإنجليزية: Aidan Ferris)‏ (7 يوليو 1996 في المملكة المتحدة - ) هو لاعب كرة قدم بريطاني في مركز الهجوم. لعب مع نادي سانت ميرين وBroomhill F.C. (Scotland) ‏ ونادي غرينوك مورتون.

## وصلات خارجية
- أيدان فيريس على موقع قاعدة بيانات كرة القدم.إي يو (الإنجليزية)
- أيدان فيريس على موقع Soccerbase.com (لاعب) (الإنجليزية)